# Svatý Jan (Příbrami járás)
Svatý Jan település Csehországban, a Příbrami járásban. Svatý Jan Vysoký Chlumec, Dublovice, Hřiměždice, Kamýk nad Vltavou és Krásná Hora nad Vltavou településekkel határos. Lakosainak száma 673 fő (2024. január 1.).

## Népesség
A település lakosságának változását az alábbi diagram mutatja:
| Lakosok száma | 1450 | 1480 | 1271 | 888  | 630  | 662  | 648  | 667  | 658  | 673  |
|               | 1869 | 1890 | 1921 | 1950 | 1980 | 2001 | 2017 | 2019 | 2022 | 2024 |